# Hlavenec
Hlavenec (en allemand : Hlawenetz) est une commune du district de Prague-Est, dans la région de Bohême-Centrale, en République tchèque. Sa population s'élevait à 527 habitants en 2020.

## Géographie
Hlavenec se trouve à 6 km au nord-nord-est de Brandýs nad Labem-Stará Boleslav, à 26 km au nord-est de Prague.
La commune est limitée par Kostelní Hlavno au nord, par Tuřice à l'est, par Skorkov au sud-est et au sur, par Brandýs nad Labem-Stará Boleslav au sud-ouest, et par Lhota et Sudovo Hlavno à l'est.

## Histoire
La première mention écrite de la localité date de 1386.

## Transports
Par la route, Hlavenec se trouve à 8 km de Brandýs nad Labem-Stará Boleslav, à 33 km du centre de Prague.